# Wilhelm Pfeffer
Wilhelm Friedrich Philipp Pfeffer (Grebenstein, 9 de março de 1845 — Kassel, 31 de janeiro de 1920) foi um botânico, pesquisador e professor universitário alemão.

## Trabalho científico
Pfeffer foi um pioneiro da fisiologia vegetal moderna. Seus interesses científicos incluíam os movimentos termonásticos e fotonásticos das flores, os movimentos nictinásticos das folhas, a física protoplástica e a fotossíntese. Em 1877, enquanto pesquisava o metabolismo das plantas, Pfeffer desenvolveu uma membrana semiporosa para estudar os fenômenos da osmose. A "célula de Pfeffer" de mesmo nome é nomeada para o dispositivo osmométrico que ele construiu para determinar a pressão osmótica de uma solução.
Durante seu mandato em Leipzig, Pfeffer publicou um artigo sobre o uso da fotografia para estudar o crescimento das plantas. Ele queria estender os experimentos cronofotográficos de Étienne-Jules Marey (1830-1904) produzindo um curta-metragem envolvendo as etapas do crescimento das plantas. Este "filme" seria filmado durante um período de semanas por exposição quadro-a-tempo em intervalos espaçados regulares. Mais tarde, a fotografia com lapso de tempo se tornaria um procedimento comum.

## Trabalhos escritos
- Physiologische Untersuchungen - 1873 (Estudos fisiológicos)
- Lehrbuch der Pflanzenphysiologie (Manual de fisiologia vegetal).
- Die periodischen Bewegungen der Blattorgane - 1875 (Os movimentos periódicos de "órgãos de folha")
- Osmotische Untersuchungen – Studien zur Zellmechanik - 1877 (estudos osmóticos)
- Beiträge zur Kenntniss der Oxydationsvorgänge in lebenden Zellen - 1889 (Contribuições para o conhecimento dos processos oxidativos em células vivas).
- Über Aufnahme und Ausgabe ungelöster Körper - 1890
- Studien zur Energetik der Pflanze - 1892 (Estudos sobre a energética das plantas)
- Druck- und Arbeitsleistung durch wachsende Pflanzen - 1893
- Untersuchungen über die Entstehung der Schlafbewegungen der Blattorgane - 1907
- Der Einfluss von mechanischer Hemmung und von Belastung auf die Schlafbewegung - 1911 (A influência do estresse mecânico na inibição do sono e do movimento).
- Beiträge zur Kenntniss der Entstehung der Schlafbewegungen - 1915 (Contribuições para o conhecimento sobre a gênese dos movimentos do sono).

## Galeria
Célula Pfeffer
- A célula de Pfeffer determina a pressão osmótica de uma solução.
- A célula de Pfeffer era composta por um recipiente de barro poroso, com um precipitado de ferrocianeto de cobre, conectado a um manômetro.[4]
- Pressão osmótica de sacarose dissolvida (alemão: "Rohrzucker") obtida por Pfeffer (Tabela 9 de "Osmotische Untersuchungen", 1877)